# Erkki Kilpinen
Erkki Kilpinen, né le 20 juin 1948, est un coureur finlandais du combiné nordique.

## Biographie
Il est membre du club de ski de Lahti, sa ville natale. Kilpinen obtient deux sélections olympiques en 1972 à Innsbruck et 1976 à Innsbruck, terminant respectivement quatrième et dixième.
En 1976, il termine deuxième de la course de combiné derrière Ulrich Wehling, triple champion olympique, sur le Festival de ski de Holmenkollen. La même année, il se classe troisième sur les compétitions internationales de Falun et de Lahti et premier de son championnat national.

## Résultats

### Jeux olympiques
| Épreuve / Édition | Sapporo 1972 | Innsbruck 1976 |
| Individuel        | 4e           | 10e            |

### Festival de ski d'Holmenkollen
- Il a terminé deuxième dans cette compétition en combiné nordique (no) en 1976.

### Jeux du ski de Lahti
- Il a terminé troisième dans cette compétition en 1976 en combiné nordique (no).

### Jeux de ski de Suède
- Il a terminé troisième en combiné nordique dans cette compétition en 1976.

### Championnat de Finlande
Il remporte le titre de champion de Finlande en 1976.